# Conolophus subcristatus
Iguane terrestre des Galapagos
Pour d'autres sens du terme « iguane terrestre », voir Iguane terrestre.
Espèce
Synonymes
- Amblyrhynchus subcristatus Gray, 1831
- Amblyrhynchus demarlii Duméril & Bibron, 1837
- Conolophus subcristatus pictus Rothschild & Hartert, 1899

Statut de conservation UICN

 VU D2 : Vulnérable
Statut CITES
Conolophus subcristatus, l'Iguane terrestre des Galapagos, est une espèce de sauriens de la famille des Iguanidae. C'est l'une des trois espèces du genre Conolophus. Il est endémique des îles Galápagos, notamment des îles Fernandina, Isabela, Santa Cruz, Seymour Nord, Baltra et Plaza,. Cette espèce était autrefois extrêmement fréquente, mais les populations ont souffert de l'introduction d'animaux comme les chats, les chiens ou les rats. La population se limite donc aujourd'hui à entre 5 000 et 10 000 individus, et l'espèce est considérée comme vulnérable par l'UICN. Elle fait l'objet de mesures de sauvegarde. La Station Charles-Darwin s'occupe d'élever les iguanes en captivité pour les réintroduire dans des îles où ils ont disparu.

## Anatomie et morphologie

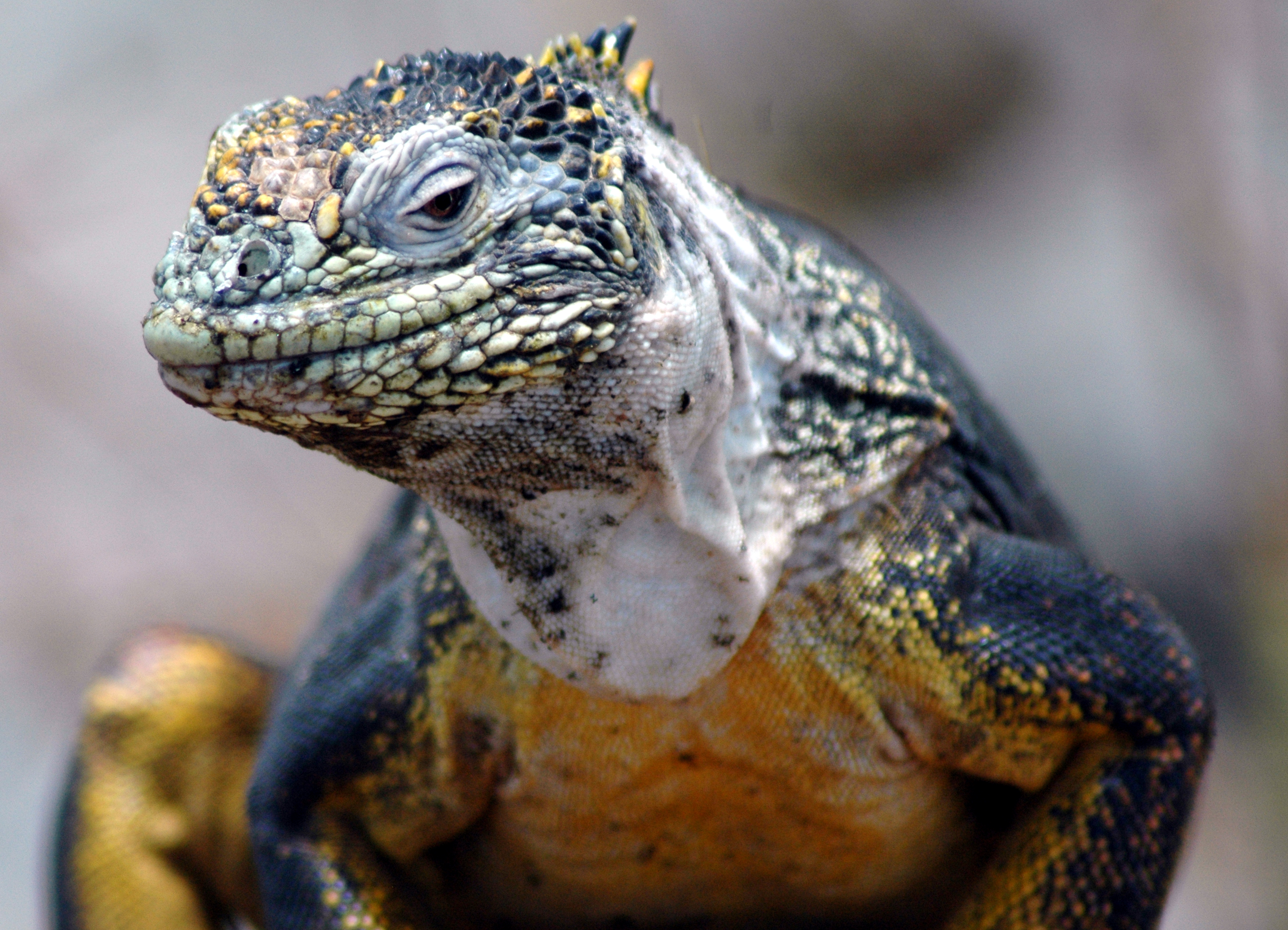
Mâle

Charles Darwin a décrit l'Iguane terrestre des Galapagos comme « un animal affreux, d'un orange jaunâtre dessous, et d'un rouge brunâtre dessus : avec leur angle facial bas ils ont une apparence stupide ». L'Iguane terrestre des Galapagos peut atteindre une taille de 0,9 à 1,5 m pour un poids pouvant atteindre 13 kg, suivant l'île,. C'est un animal hétérotherme, qui absorbe la chaleur du soleil en restant se réchauffer au soleil sur des roches volcaniques bien exposées, et se réfugie la nuit dans des terriers pour maintenir une bonne température corporelle. Ces iguanes possèdent une relation symbiotique avec des oiseaux, qui les débarrassent de leurs parasites et tiques, ce qui préserve les iguanes de ces parasites et constitue une source d'alimentation pour les oiseaux,.

## Biologie et écologie

### Alimentation

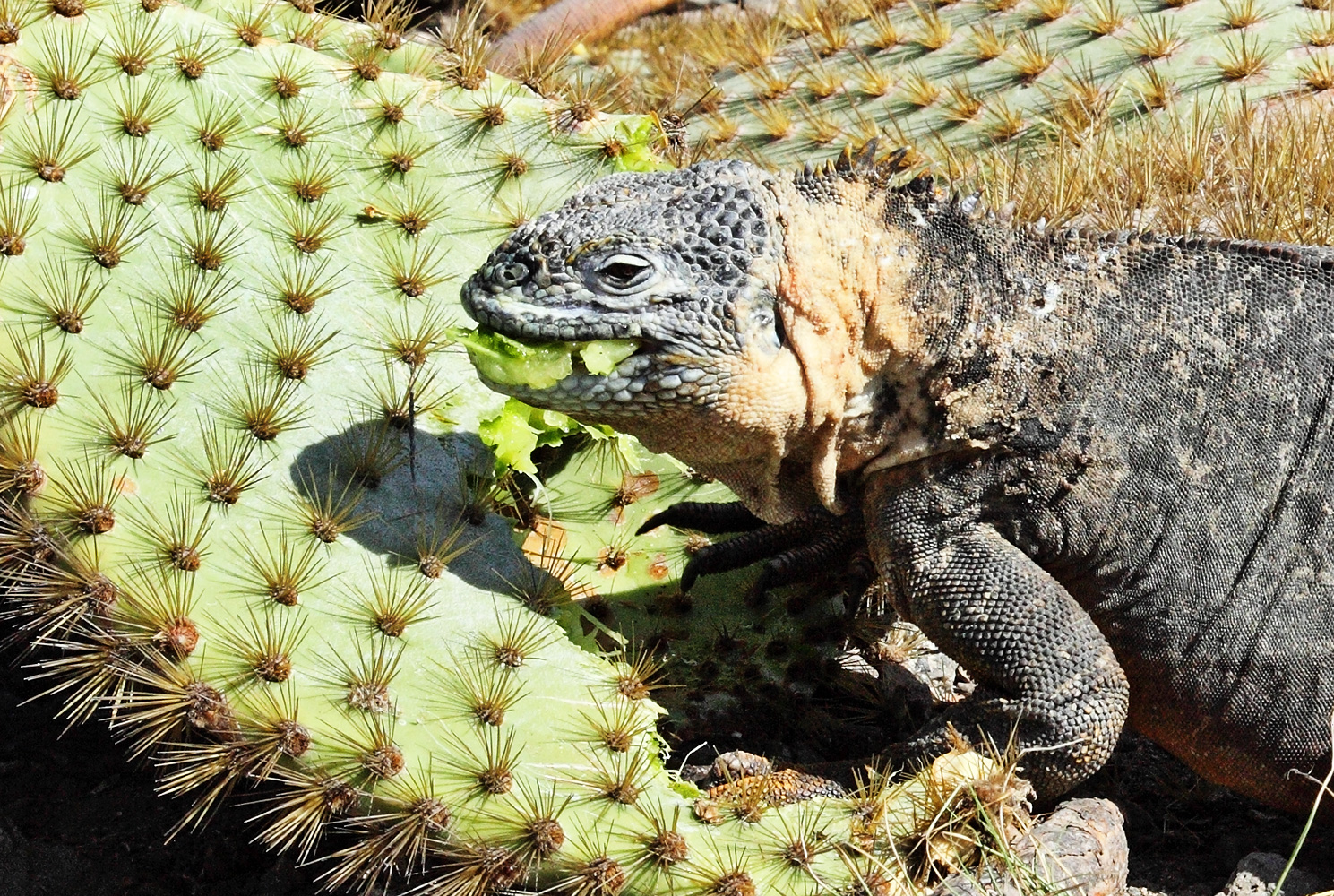
Les iguanes mangent notamment des feuilles de cactus.

Les iguanes terrestres sont très majoritairement herbivores ; cependant certains individus se montrent carnivores à certaines occasions, complétant leur alimentation avec des insectes, des centipèdes et des charognes. Comme l'eau douce est rare sur les îles dans lesquelles il vit, l'Iguane terrestre des Galapagos tire un maximum d'humidité du cactus du genre Opuntia qui constitue 80 % de son régime alimentaire : fruits, fleurs et même les épines sont consommés,. Durant la saison des pluies il boit dans les points d'eau stagnante et mange des fleurs jaunes du genre Portulaca,.

### Cycle de vie

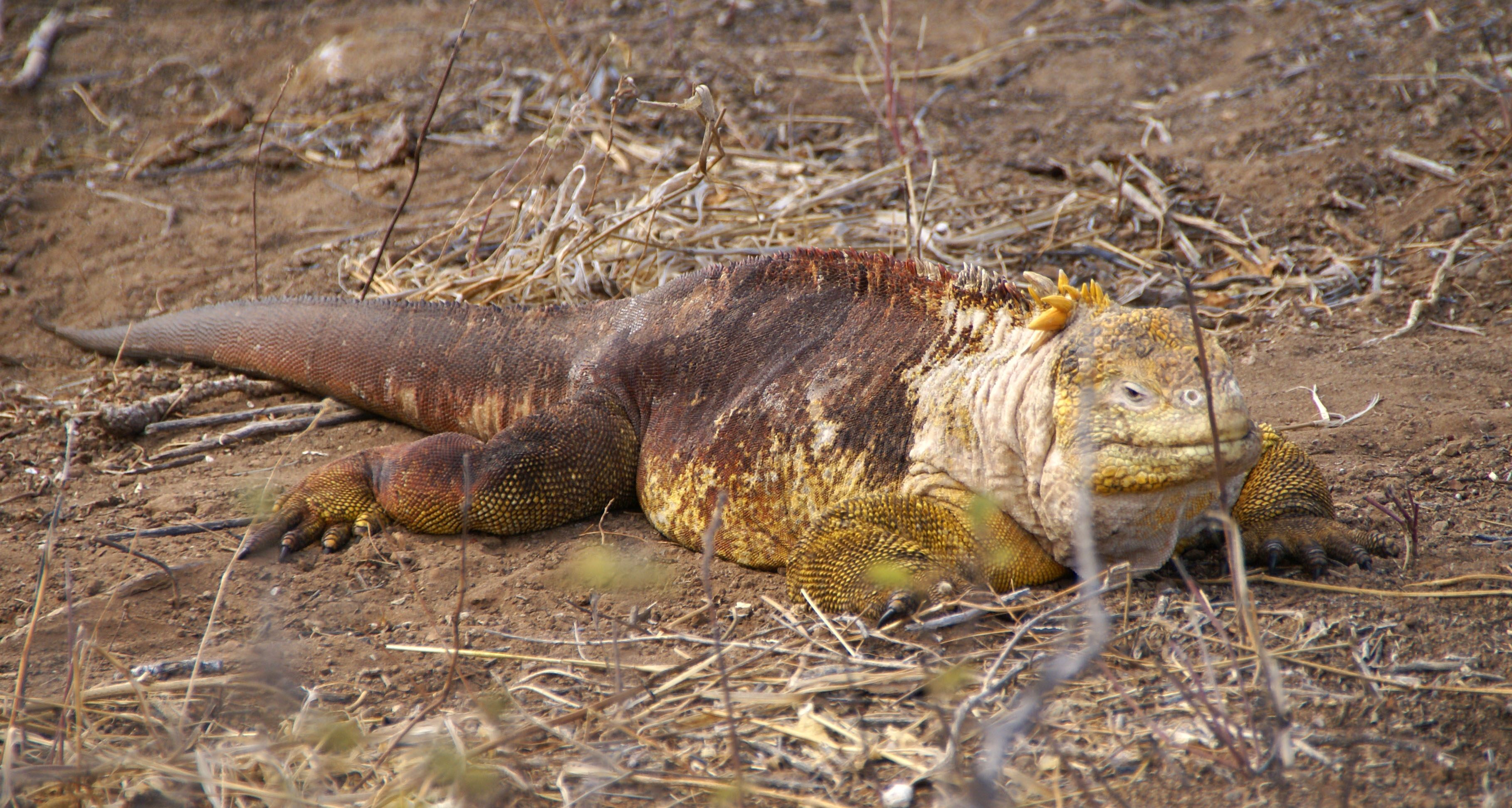
Iguane se réchauffant au soleil.

L'Iguane terrestre des Galapagos devient sexuellement mature entre 8 et 15 ans, suivant l'île d'où il est originaire. La saison des accouplements varie également beaucoup suivant les îles mais, rapidement après l'accouplement, les femelles − ovipares − migrent vers des zones sableuses pour nicher, pondant entre 2 et 25 œufs dans un terrier peu profond. Les œufs éclosent 90 à 150 jours plus tard,.
Aux îles Plaza, où les aires de répartition des iguanes marins et terrestres se superposent, les deux peuvent s'hybrider, pour donner des iguanes hybrides aux caractéristiques intermédiaires entre les deux espèces. Les unions les plus probables sont celles entre un mâle iguane marin et une femelle iguane terrestre. En dépit du fait que ces animaux appartiennent à deux genres différents, la progéniture de ces accouplements est viable, mais probablement stérile,.
On estime que l'Iguane terrestre des Galapagos a une espérance de vie de 50 à 60 ans,.

## Taxinomie

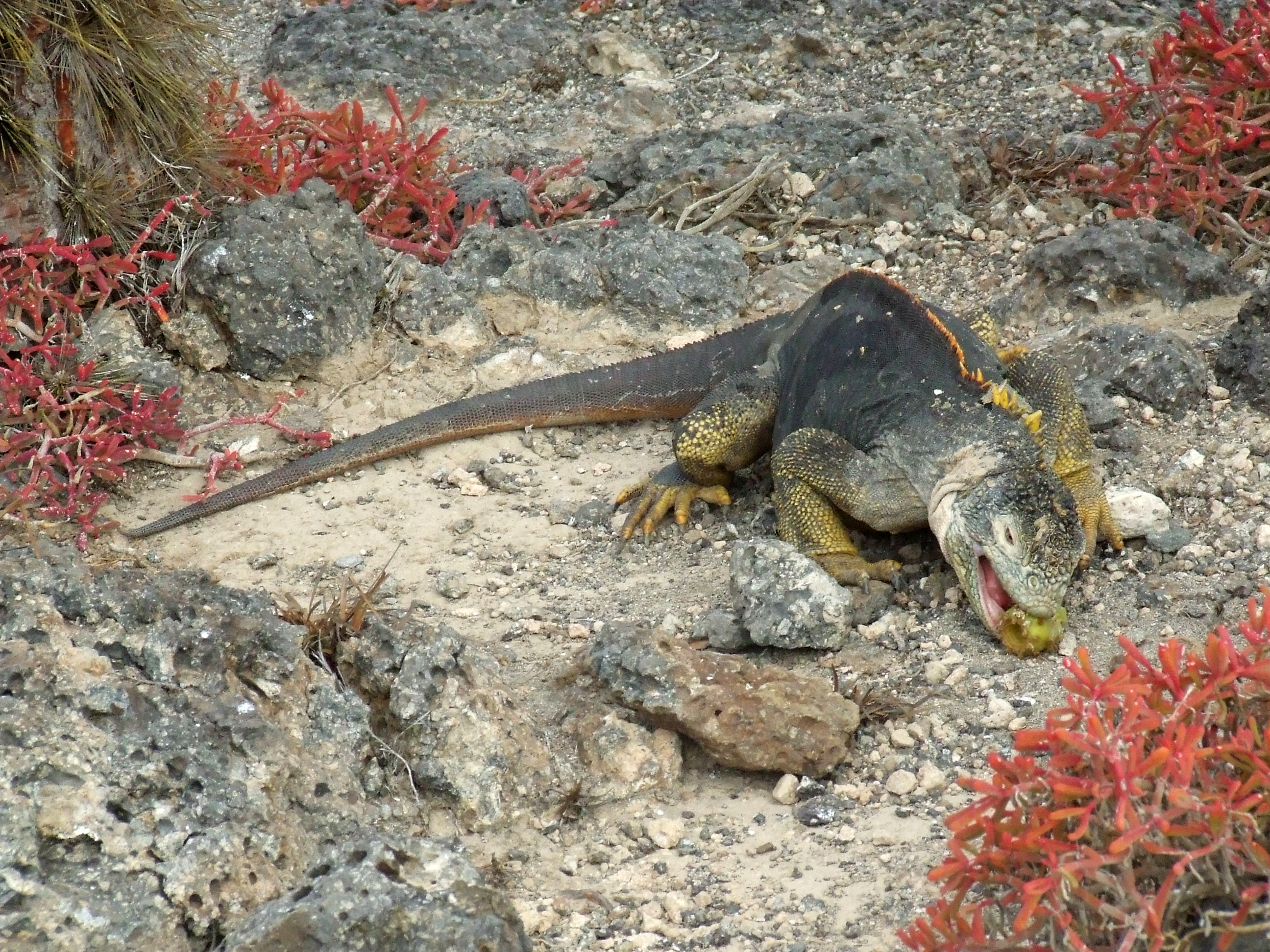
Iguane en train de s'alimenter.

L'Iguane terrestre des Galapagos a une morphologie et une coloration qui varie légèrement suivant les îles. Il existe deux autres espèces de Conolophus, qui vivent dans la partie ouest de ces îles (C. rosada et C. pallidus), tandis que C. subcristatus vit dans la partie plus centrale. Son nom générique, Conolophus, vient des mots grecs conos (κώνος) signifiant « épineux » et lophos (λόφος) signifiant « crête » ou « plumet », en référence à la crête épineuse qui parcourt son dos. Son épithète spécifique, subcristatus vient du latin sub signifiant « en dessous » et cristatus signifiant « crêté », et fait allusion à la crête épineuse moins grande que chez la plupart des autres iguanes.
On pense que la forme rose de la population des Galapagos est une sous-population génétiquement distincte. Cela signifie qu'il faut désigner cette sous-population comme une espèce à part entière. Des analyses génétiques ont révélé que ces iguanes roses se sont séparés de la population principale de C. subcristatus il y a au moins cinq millions d'années,.

## Relations avec l'Homme

### Statut de sauvegarde et population
On estime la population d'iguanes terrestres aux Galapagos entre 5 000 et 10 000. Ces iguanes étaient autrefois si abondants sur l'île Santiago (jadis King James island en anglais) que le naturaliste Charles Darwin a indiqué alors que « (…) quand nous sommes arrivés à James, nous ne pouvions pas trouver un seul endroit sans terriers pour planter une tente »,. Dans les années suivantes, des populations entières (incluant tous les iguanes de l'île Santiago) ont disparu, notamment du fait de l'introduction d'animaux non endémiques sur ces îles comme les cochons, les rats, les chats et les chiens qui fouillent les terriers et dévorent les oeufs et les juvéniles,. Du fait de sa population en baisse, cette espèce est considérée comme vulnérable dans la liste rouge de l'UICN.

### Efforts de sauvegarde

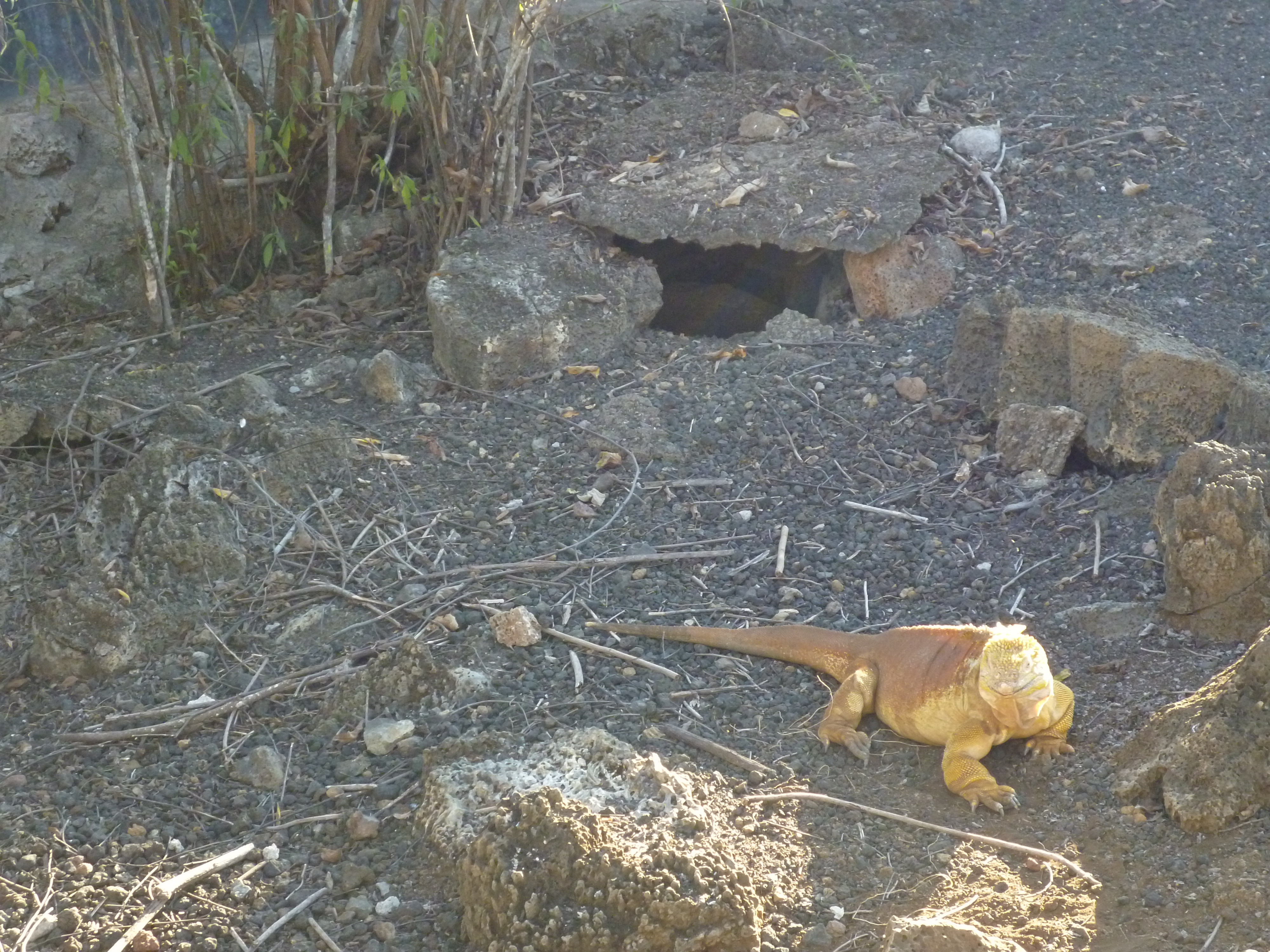
Iguane terrestre des Galapagos jaune à la Station Charles-Darwin

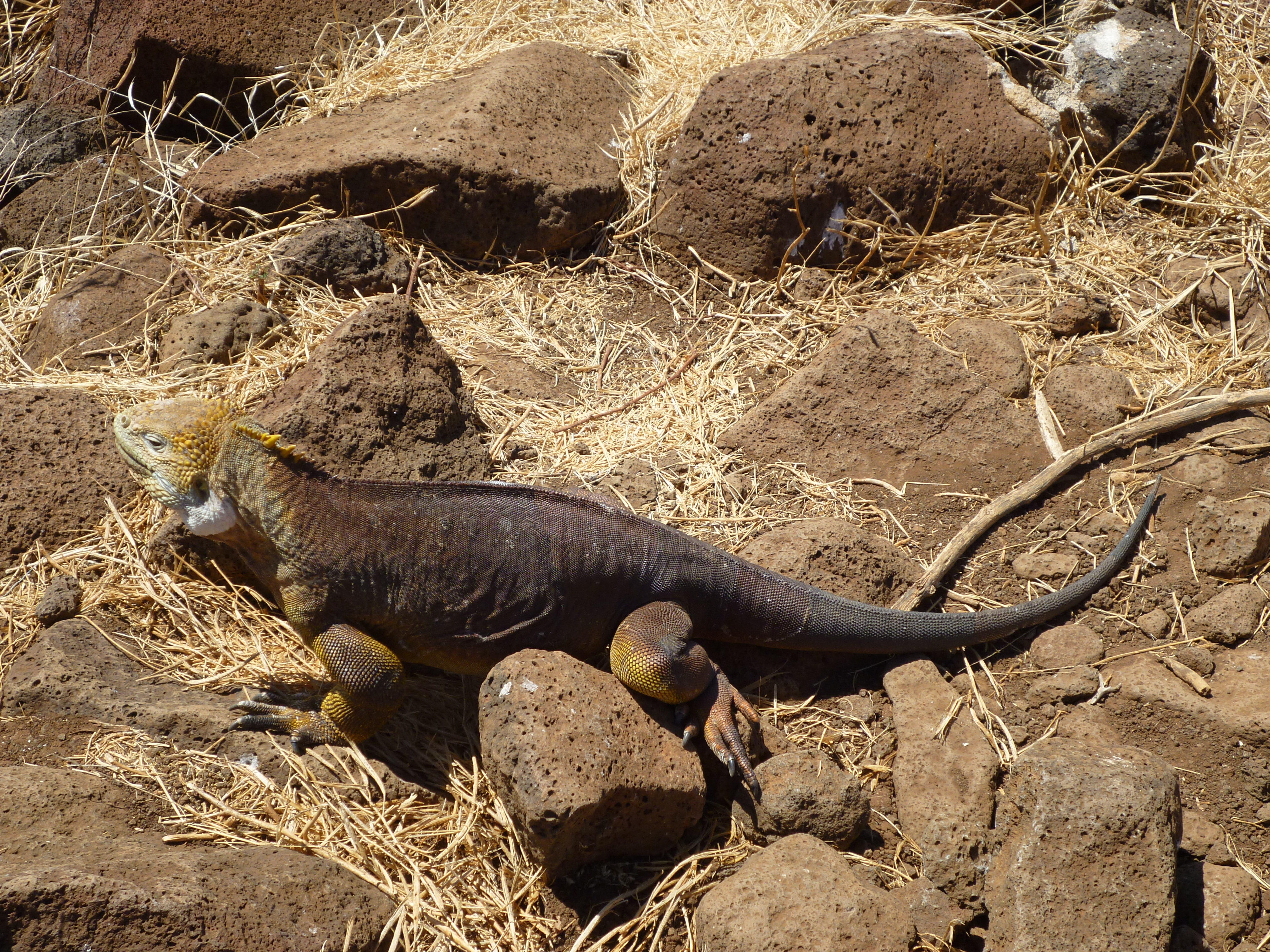
Iguane terrestre des Galapagos à l'île Seymour Nord.

Depuis le début des années 1990, l'Iguane terrestre des Galapagos a été l'objet d'une active campagne de réintroduction sur l'île Baltra. Ces animaux avaient disparu de cette île depuis 1954, vraisemblablement éradiqués par les soldats de la base américaine de l'île, qui tiraient sur les iguanes « pour s'amuser »,. Au début des années 1930, William Randolph Hearst a déplacé une population d'iguanes de Baltra vers l'île Seymour Nord, plus petite, située à une centaine de mètres au nord de Baltra : il ne comprenait pas pourquoi les iguanes étaient absents de cette île. Cette population a survécu, et a constitué le cheptel d'iguanes reproducteurs du programme d'élevage en captivité de la Station Charles-Darwin, qui a réintroduit avec succès l'espèce à Baltra et dans de nombreuses autres zones. Les touristes voient aujourd'hui fréquemment des iguanes qui traversent la route ou à proximité de l'aéroport de Baltra.

## Publication originale
- Gray, 1831 : Description of a new species of Amblyrhynchus of Mr. Bell, in the British Museum. Zoological Miscellany, vol. 1, p. 6 (texte intégral).